# Districtul Nagykőrös
Nagykőrös (în maghiară Nagykőrösi járás) este un district în județul Pest, Ungaria.
Districtul are o suprafață de 349,25 km2 și o populație de 27.824 locuitori (2013).